# Place du Nord (Bruxelles)
Pour les articles homonymes, voir Place du Nord.
La place du Nord (en néerlandais : Noordplein) est une place bruxelloise de la commune de Saint-Josse-ten-Noode.

## Situation et accès
Elle est située rue du Progrès à hauteur de la rue des Charbonniers, entre la gare du Nord, les tours Belgacom et l'immeuble Boréal.

## Bâtiments remarquables et lieux de mémoire
- Depuis 2001, la sculpture Au Solstice de Paul Jouret occupe le centre de la place.
- l'immeuble Boréal
- les tours Proximus
- la gare de Bruxelles-Nord et sa tour de l'horloge
- La station Villo! n°58 se trouve également sur la place.

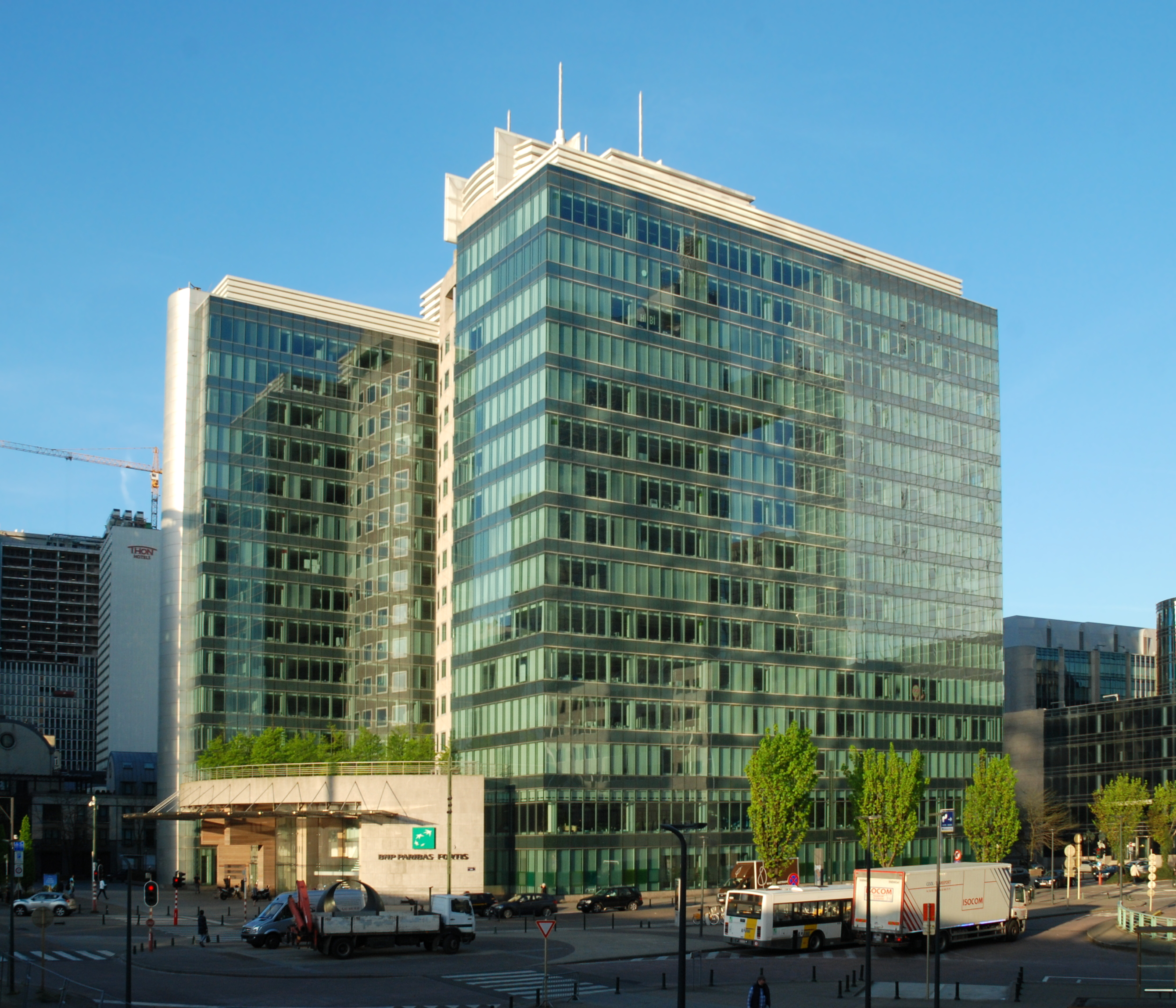
Immeuble Boréal.
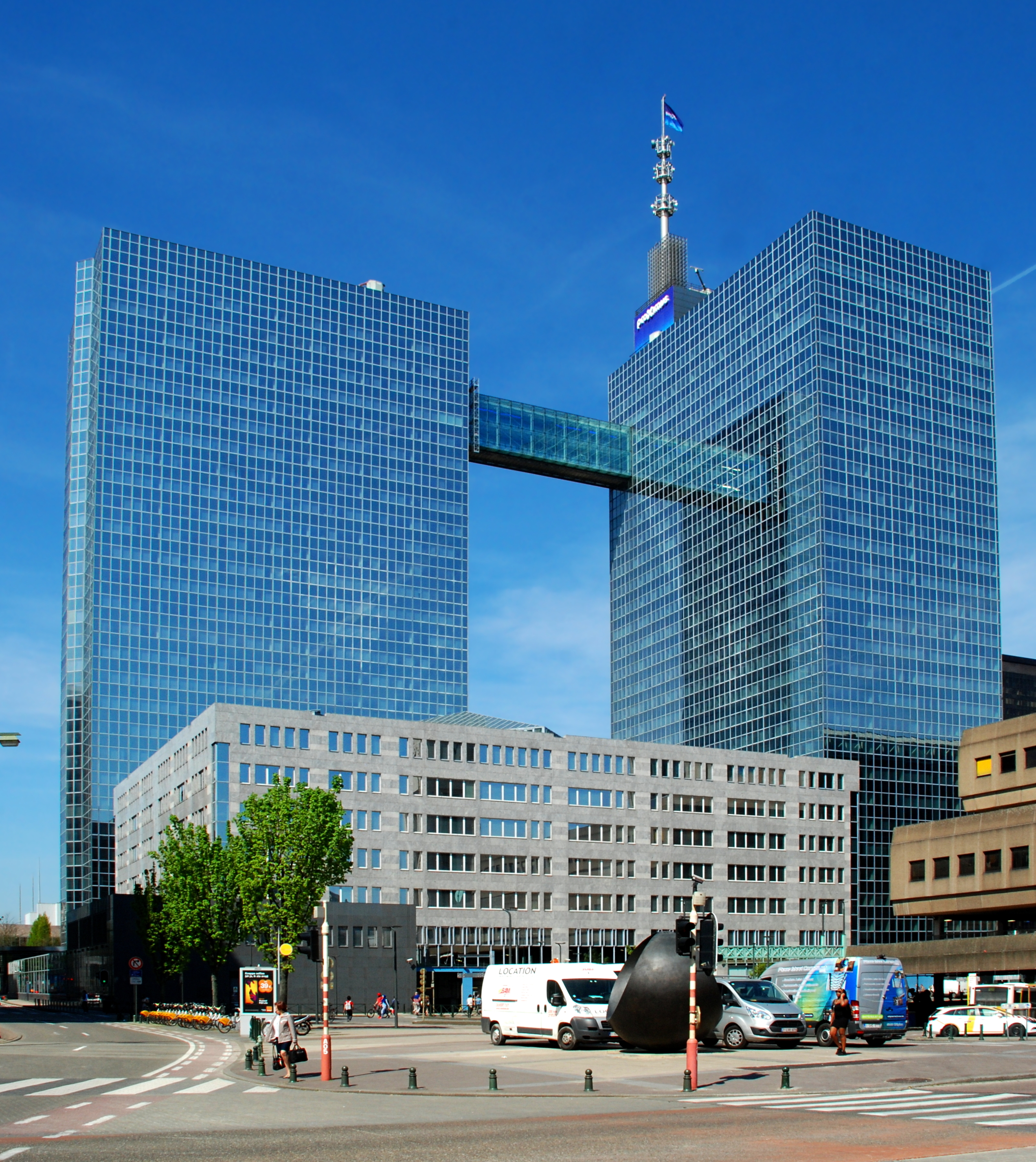
Tours Proximus.
Tour de l'horloge de la gare du Nord.
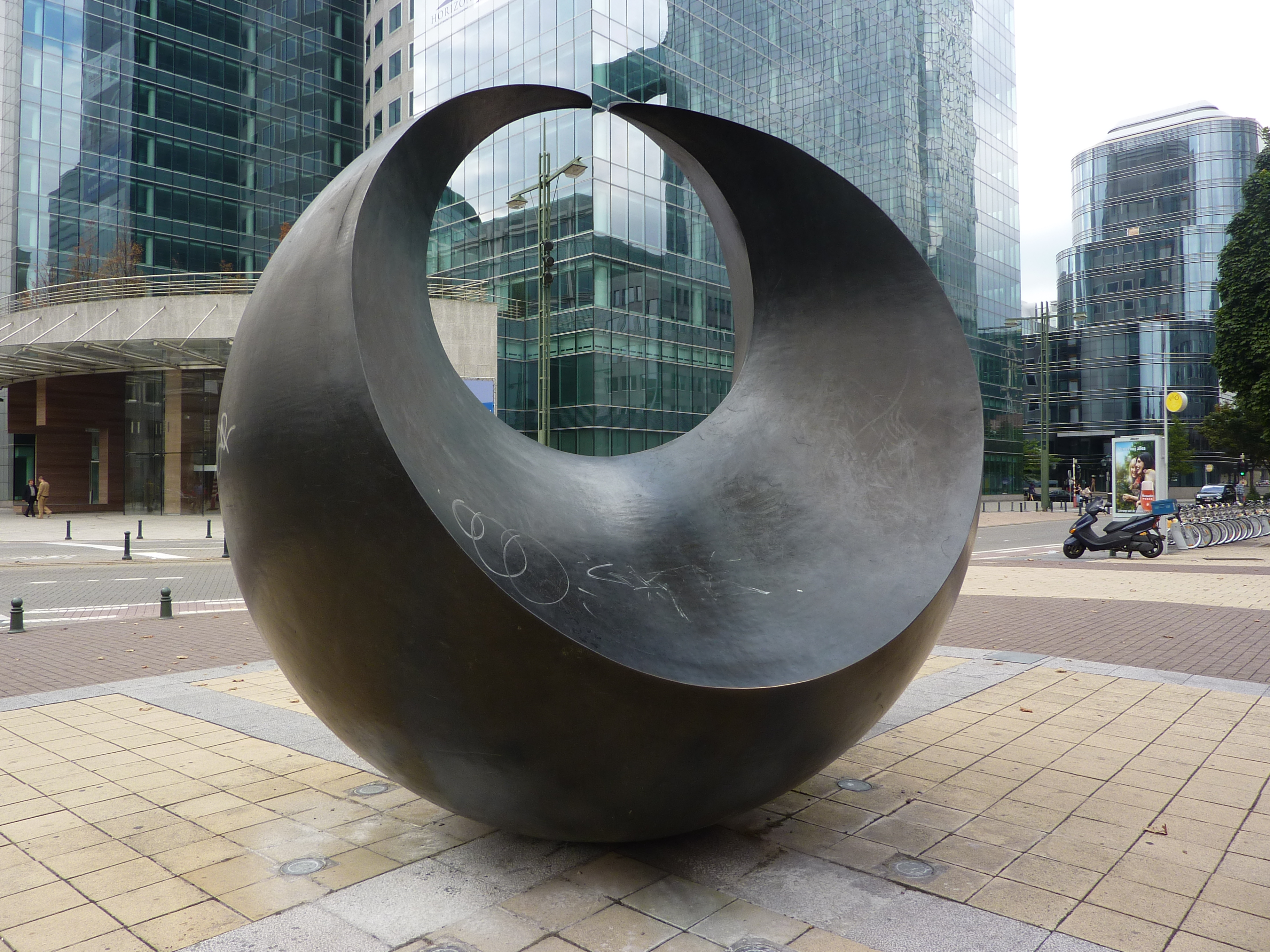
La sculpture Au Solstice sur la place.